# ジャック・ブランシャール
ジャック・ブランシャール（Jacques Blanchard、姓はBlanchartとも、1600年10月1日  - 1638年11月10日）は、フランスの画家である。ローマやヴェネツィアで修行し、1636年にパリで宮廷画家になった。

## 略歴
パリで生まれた。父親はリヨンの出身で、母親は画家のジェローム・ボレリ(Jérôme Baullery)の娘で、叔父に画家のニコラ・ボレリ(Nicolas Baullery)がいる。兄のジャン・バティスト・ブランシャール(Jean-Baptiste Blanchard: 1595-1665)も画家、版画家になった。
兄とともに叔父のニコラ・ボレリの弟子になった。1620年から、リヨンの画家、オラス・ルブラン(Horace Le Blanc)の工房で働いた後、1624年、兄とともにローマに移った。1626年からヴェネツィアで修行し、ヴェネツィア派の色彩に重点を置くスタイルを学び、16世紀ヴェネツィア派のティツィアーノ・ヴェチェッリオの作品から影響を受けた。1628年にはトリノでサヴォイア公、カルロ・エマヌエーレ1世のために働いた。
1629年からパリで働き、パリではシモン・ヴーエ(1590-1649)やルイ・ブローニュ(Louis Boullogne: 1609-1674)、クロード・ヴィニョン(1593-1670)といった画家たちと働き、1636年に王室の画家に任命された。
1638年に38歳でパリで病没した。息子のガブリエル・ブランシャール(Gabriel Blanchard: 1630–1704)も画家になった。

## 作品

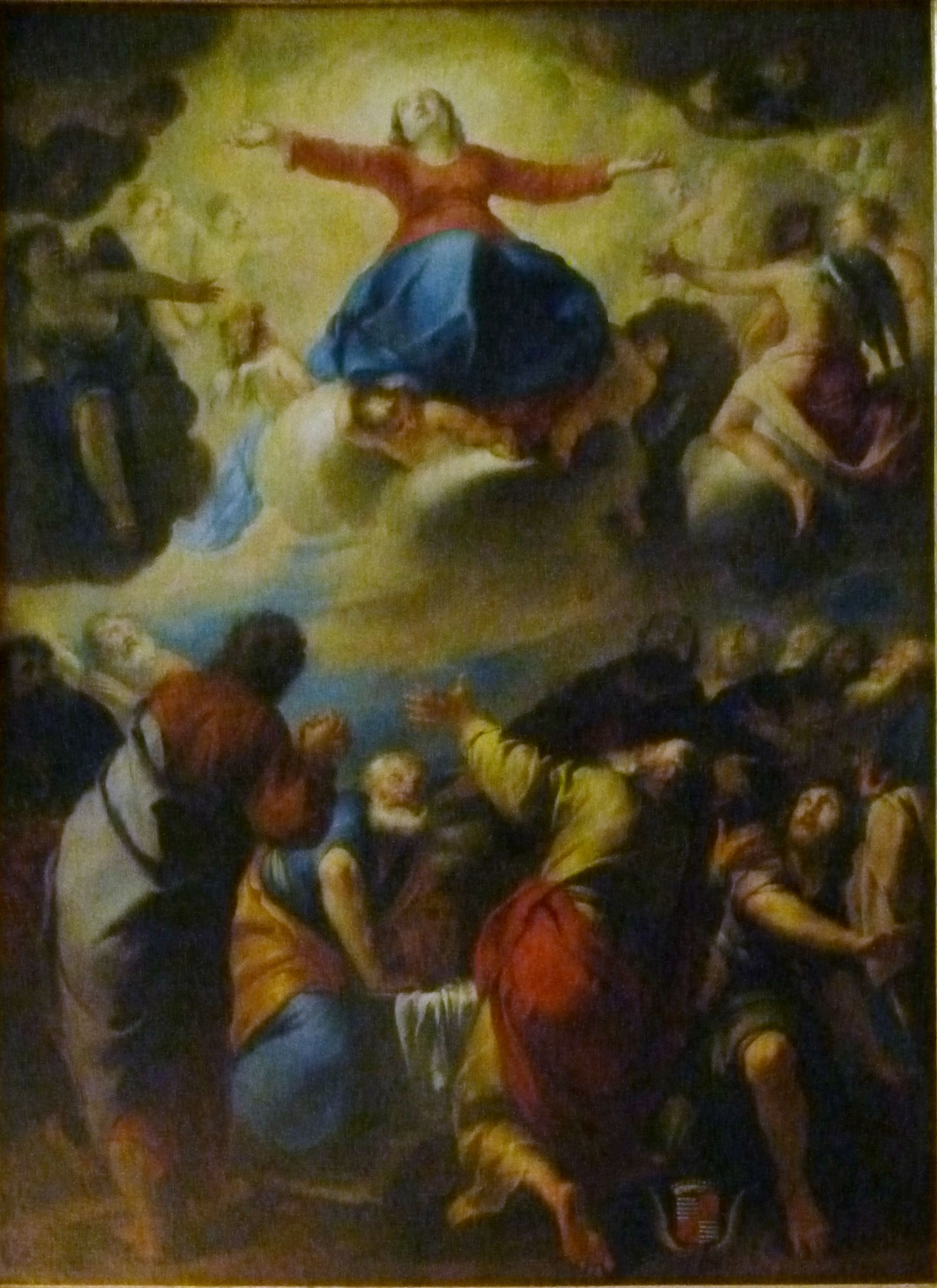
聖母の被昇天 (1629)
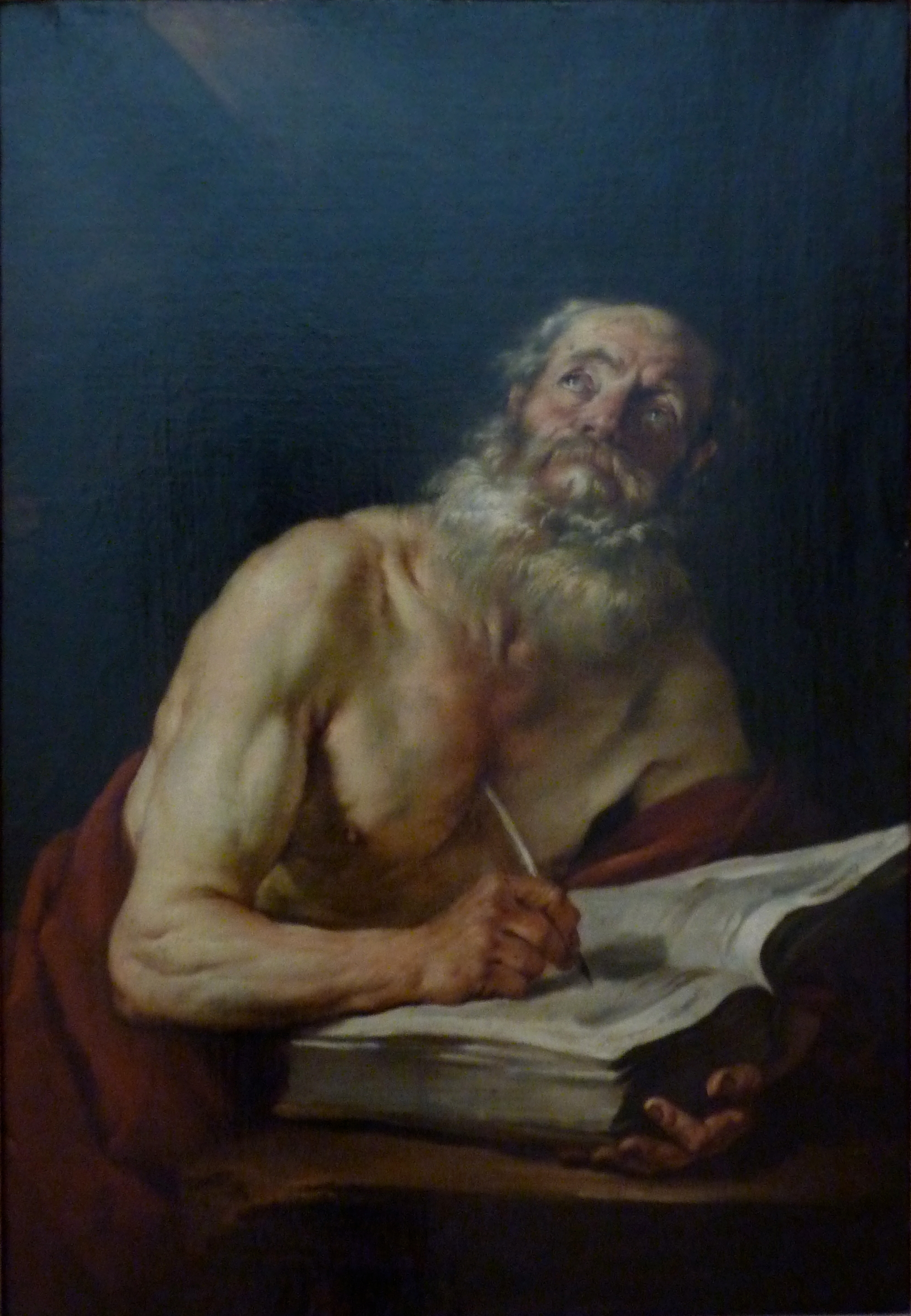
瞑想する聖ジェローム (1632) グルノーブル美術館蔵
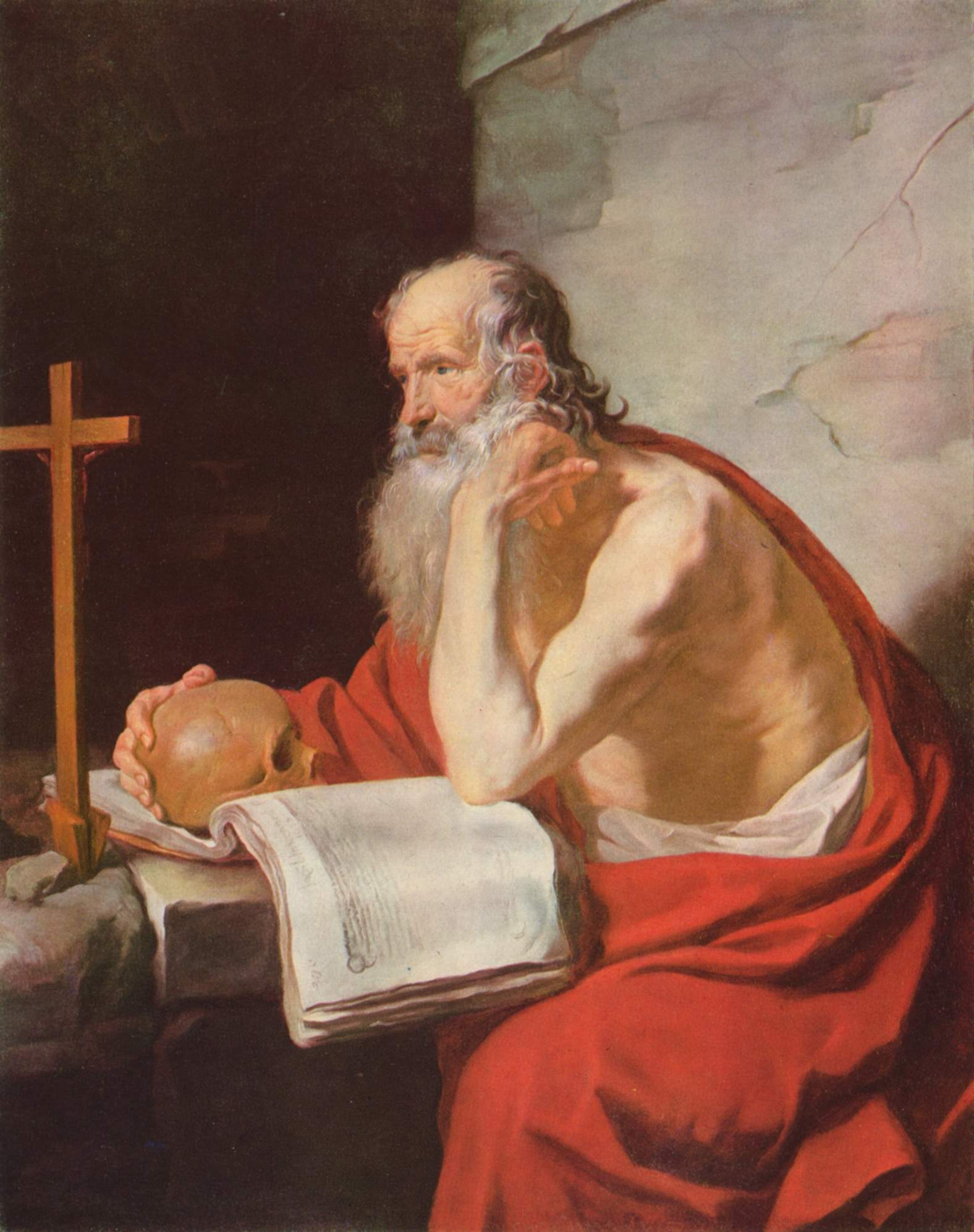
ヒエロニムス (1632) ブダペスト美術館蔵
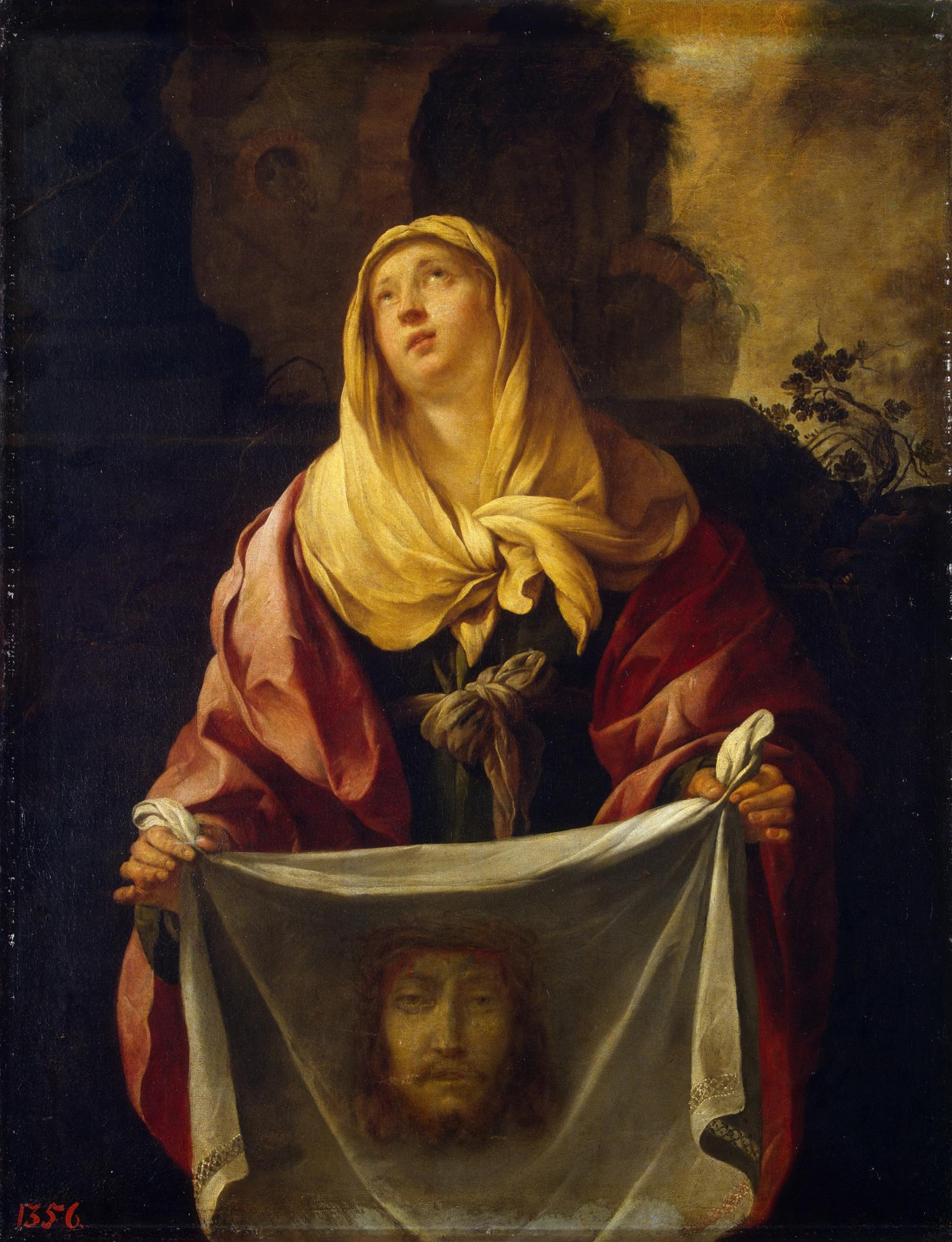
聖ヴェロニカ エルミタージュ美術館蔵

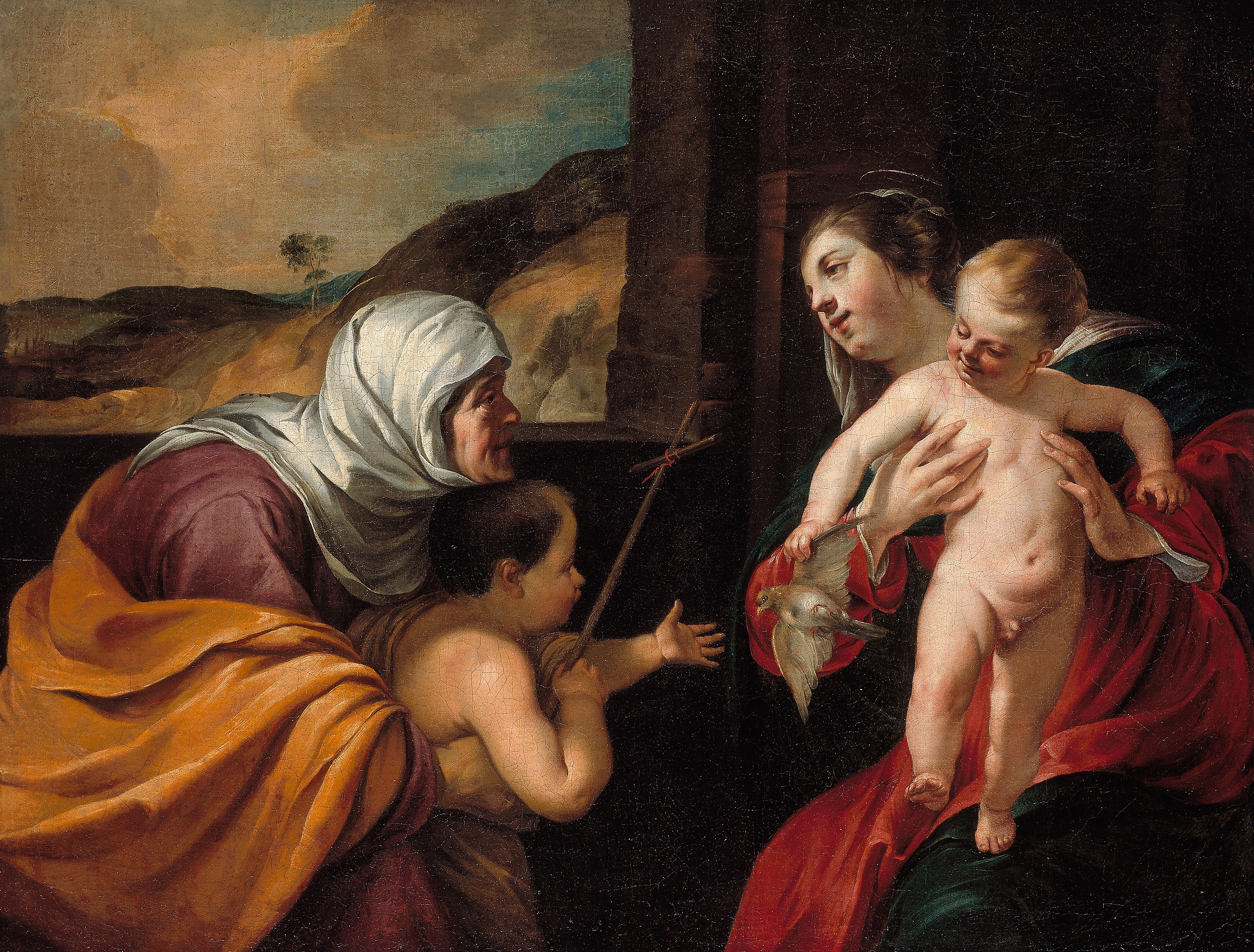
聖母子と幼児聖ヨハネ (1628/1629) シカゴ美術館蔵
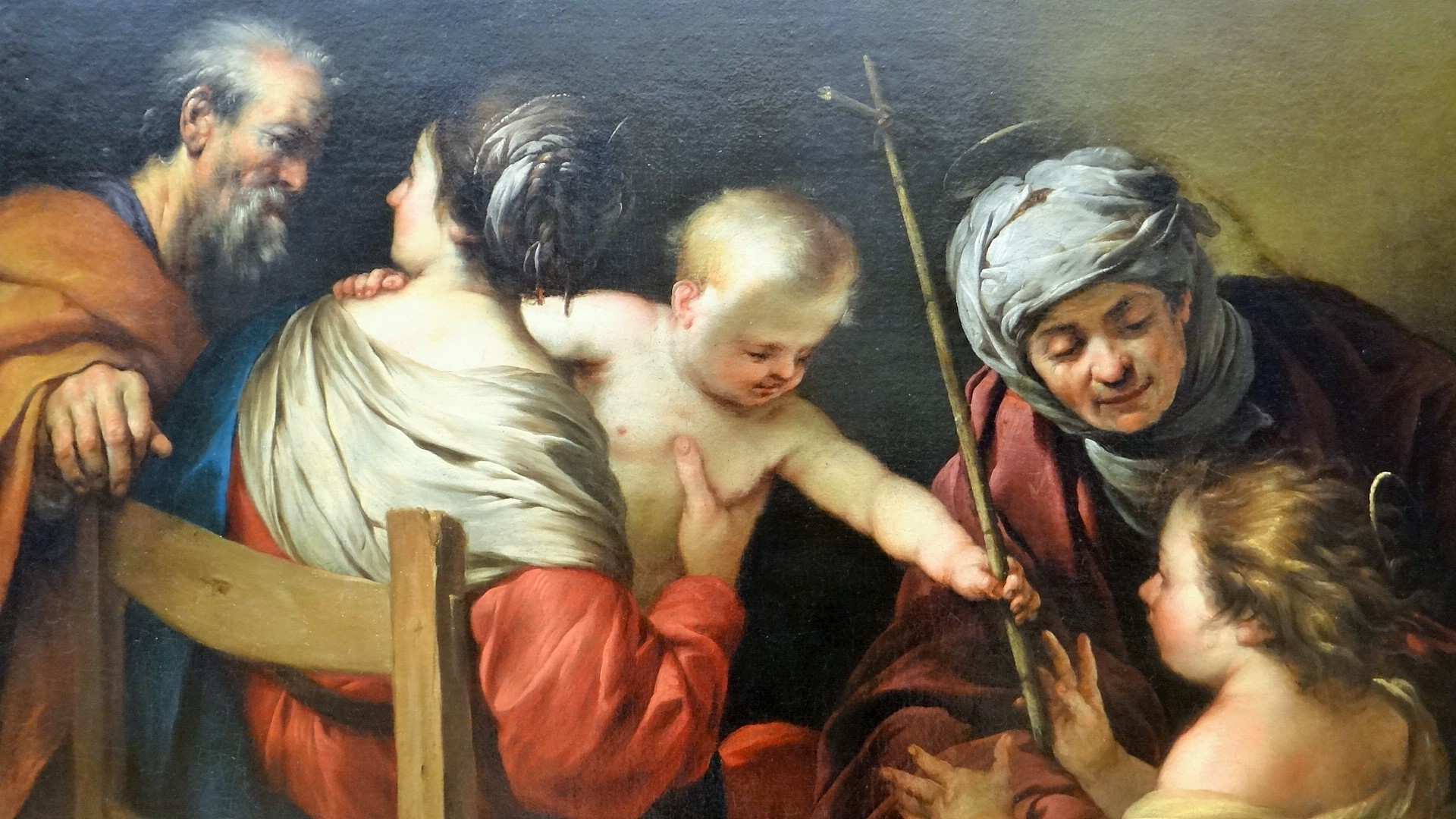
幼児聖ヨハネらと聖家族
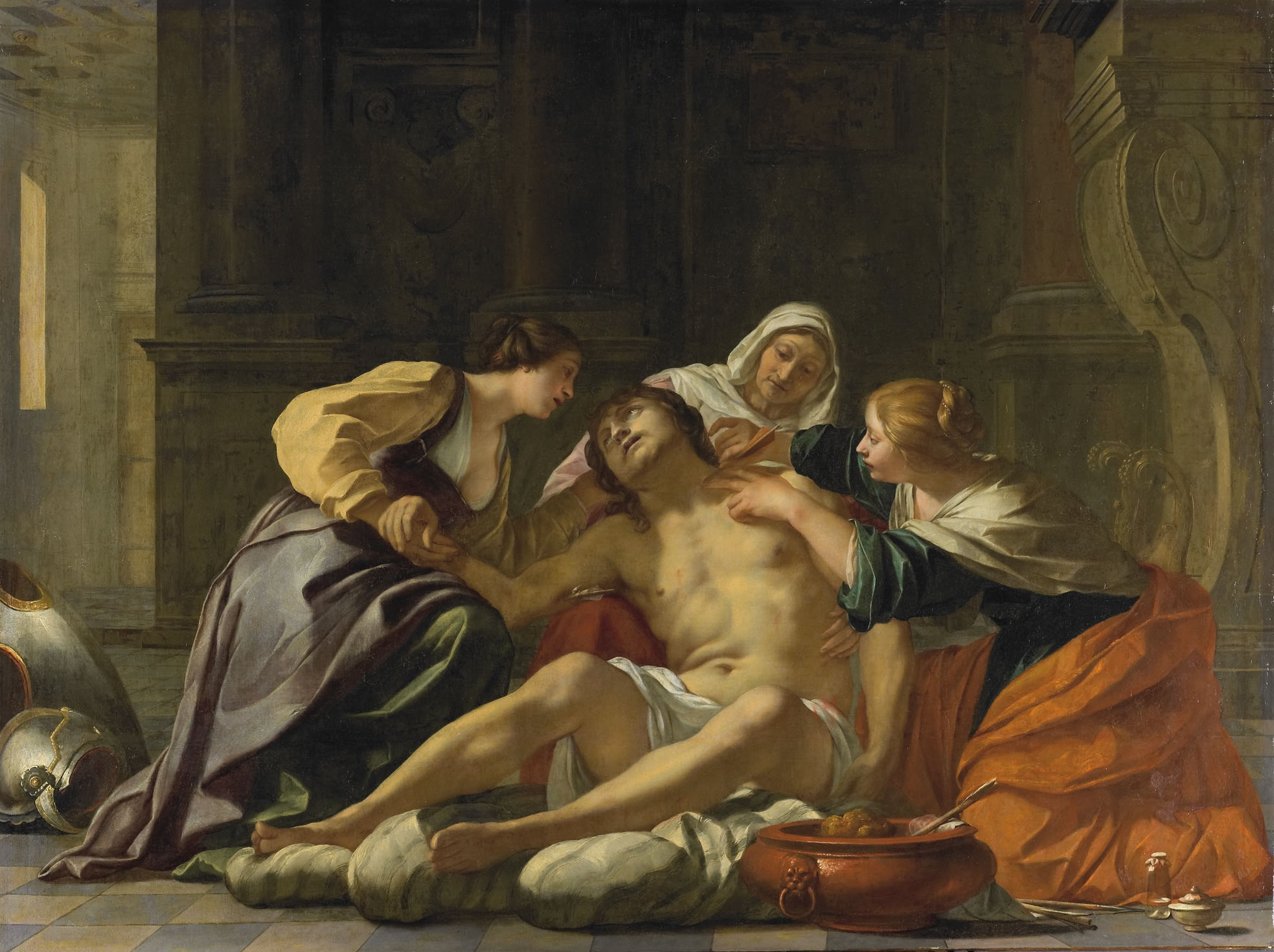
『聖イレーネに介抱される聖セバスティアヌス 』 アムステルダム国立美術館蔵